# Érismature routoutou
Nomonyx dominicus
Genre
Espèce
Synonymes
- Oxyura dominica (Linnaeus, 1766)

Statut de conservation UICN

 LC  : Préoccupation mineure
L'Érismature routoutou (Nomonyx dominicus), aussi dit Canard routoutou, est une espèce d'oiseaux de la famille des Anatidae. C'est la seule espèce du genre Nomonyx.

## Description
Cet oiseau mesure environ 30 à 33 cm, a une couleur brun-roux, le bec étant bleu pour les mâles et gris pour les femelles.

## Répartition
Son aire s'étend des Antilles et l'ouest du golfe du Mexique notamment au Honduras jusqu'en Uruguay et Argentine (absent en Amazonie).

## Habitat
Ce canard niche dans les mangroves, les mares de l'intérieur (jusqu'à 1 500 m d'altitude) et dans les marais du bord de mer.

## Comportement
Cet oiseau se nourrit de graines, d'herbes et de petits invertébrés qu'il trouve dans son biotope. 

## Population et conservation
Maintenant il est devenu rare à la suite des destructions de son habitat et à une forte pression de chasse.